# Masafumi Yokoyama
Masafumi Yokoyama (Prefectura de Nagasaki, Japó, 10 d'abril de 1956) és un exfutbolista japonès.

## Selecció japonesa
Masafumi Yokoyama va disputar 31 partits amb la selecció japonesa.